# إيلدا ميريني
إيلدا ميريني(Alda Merini) ولدت في( 23 مارس عام 1931)وتوفيت في( 1 نوفمبر عام 2009)في ميلان،هي شاعرة وأديبة أيطالية معاصرة .وهي شخصية مهمة في البيئة الثقافية الإيطالية كما أنها تعتبر من أعظم شعراء إيطاليا . وقال عنها رئيس الجمهورية الإيطالية ، جورجو نابوليتانو بأنها ذات "صوت شعري مُلهم "

## السيرة الذاتية
كان ولد إيلدا ميريني يعمل في التأمين ووالدتها ربة منزل ،بدأت كتابة الشعر في سن الخامسة عشرة واستطاعت كتابة مجموعة من القصائد
في عام 1953 ، تزوجت من إيتوري كارنيتي ولديها أربع بنات، إيمانويلا، باربرا، فلافيا وسيمونا
توفيت إيلدا في ميلانو يوم 1 نوفمبر تشرين الثاني 2009 بسبب اصابتها بسرطان العظام.

## روابط خارجية
- إيلدا ميريني على موقع ميوزك برينز (الإنجليزية)
- إيلدا ميريني على موقع ديسكوغز (الإنجليزية)